# Jakub Domanský
Jakub Domanský (23. srpna 1885 Žeravice – 14. července 1969) byl český stavitel a úředně autorizovaný civilní inženýr, majitel stejnojmenné prvorepublikové pražské stavební firmy.

## Život

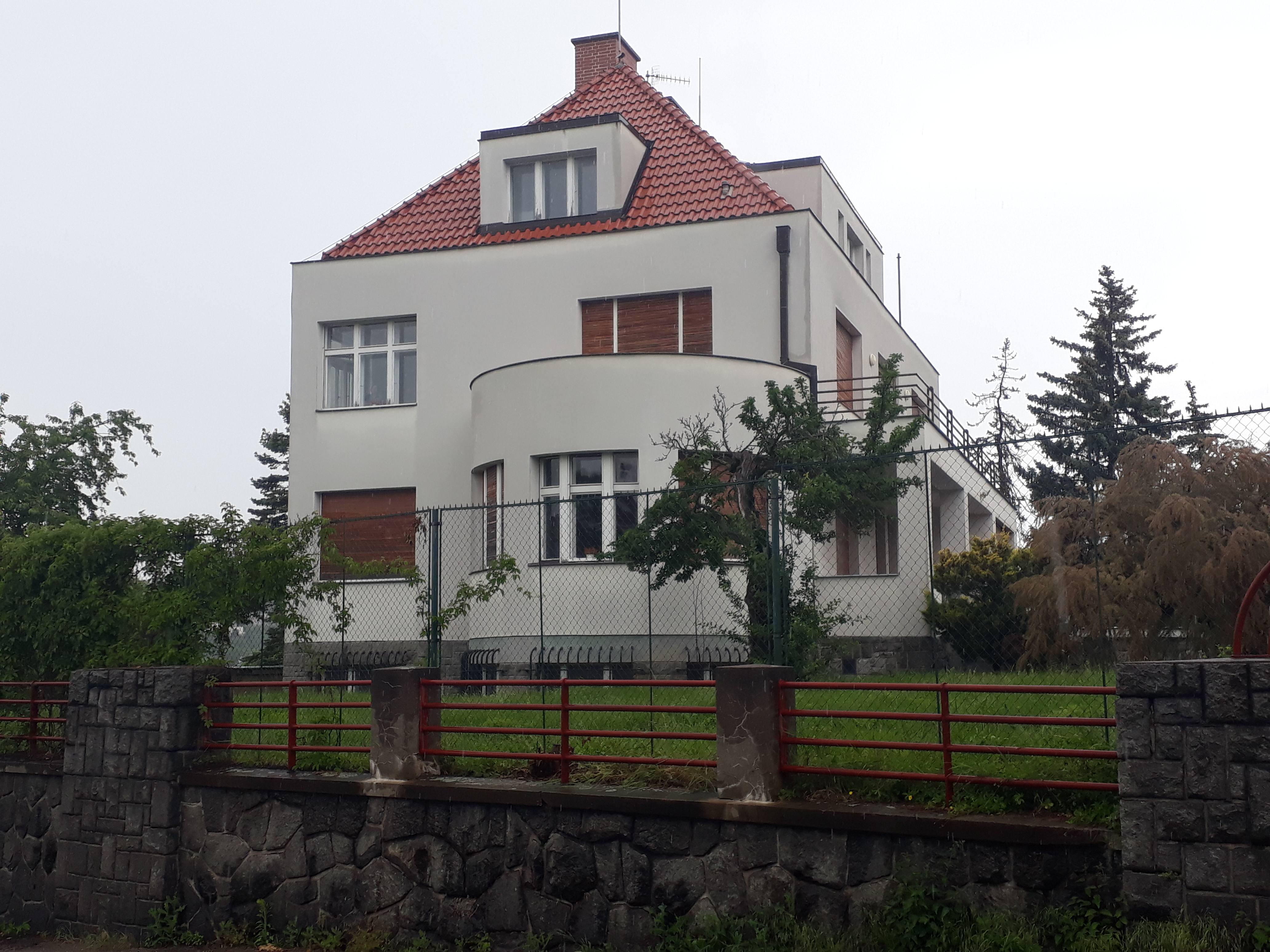
Rodinná vila Domanských

Narodil se Karlu Domanskému (domkáři z Žeravic) a matce Františce Domanské (rozené Němečkové, pocházející z obce Vracov). Jeho bratr Karel Domanský se narodil 2. září 1891. Vystudoval v letech 1897 až 1904 Matiční českou reálku v Hodoníně a poté Českou vysokou školu technickou v Praze, kde byl zapsán pro školní léta 1904/1905 až 1908/1909, a kterou úspěšně dokončil první státní zkouškou z oboru stavební inženýrství dne 14. června 1908. Oženil se s Barborou Smejkalovou, narozenou 29. srpna 1905 v Ervěnicích, se kterou měl dvě děti: Věru (* 29. června 1929 v Praze) a Jaroslava (* 16. dubna 1932 v Praze). Jeho rodinné a firemní sídlo, vila Na Provaznici 172 (Praha 5), byla jím vybudovaná po zbourání původní staré usedlosti po roce 1928. Na návrhu vily se podílel jeho bratr Karel.
Po smrti v roce 1969 byl uložen do rodinného hrobu na hřbitově Malvazinky.

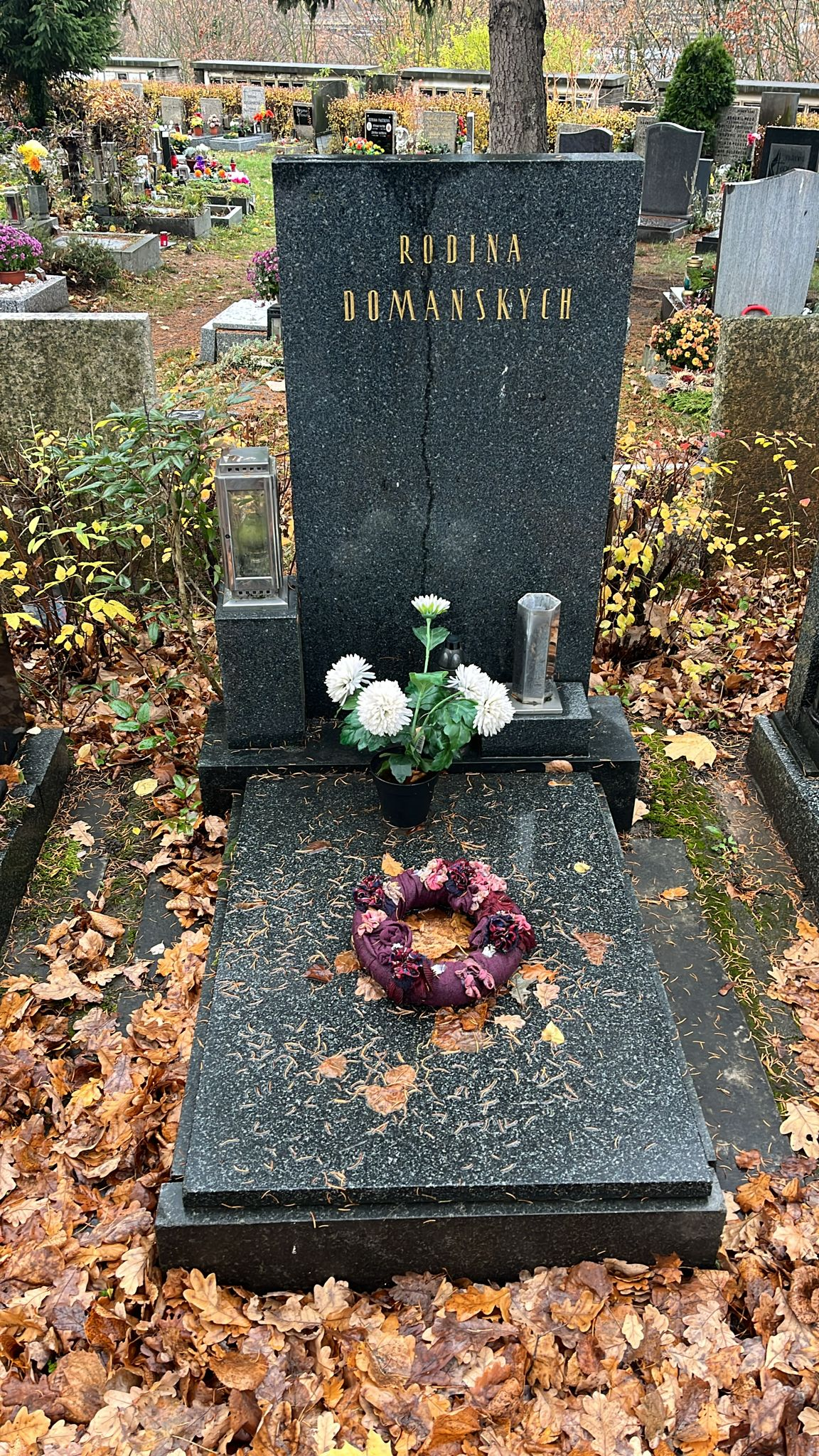
Hrob Ing. Jakuba Domanského

## Firma Jakub Domanský
Civilní inženýr stavební Ing. Jakub Domanský, sídlem na Smíchově, složil dne 28. května 1926 u okresní správy politické na Smíchově předepsanou přísahu.
Firmě „Ing. Jakub Domanský, civilní inženýr stavební a stavitel“ byla udělena stavební koncese výměrem Zemské správy politické ze dne 24. července 1926.
V roce 1935 se Jakub Domanský stal společníkem ve firmě svého bratra Karla, se sídlem opět na Provaznici 172, později Praha VIII – Troja č. 304. Firma stavěla (nebo se ucházela) o jak civilní stavby, především bytové a průmyslové (dopravní, vodní), tak později i vojenské. Pro některé, především vodní stavby v Čechách se v roce 1930 stal společníkem Bedřicha Hlavy a jejich spolupráce končí až po 7 letech.
Firma Domanský také provozovala v Teletíně tzv. „Horní lom“, ve kterém se těžil (metodou lámání bloků) kámen na stavbu Štěchovické přehrady a zdymadla.

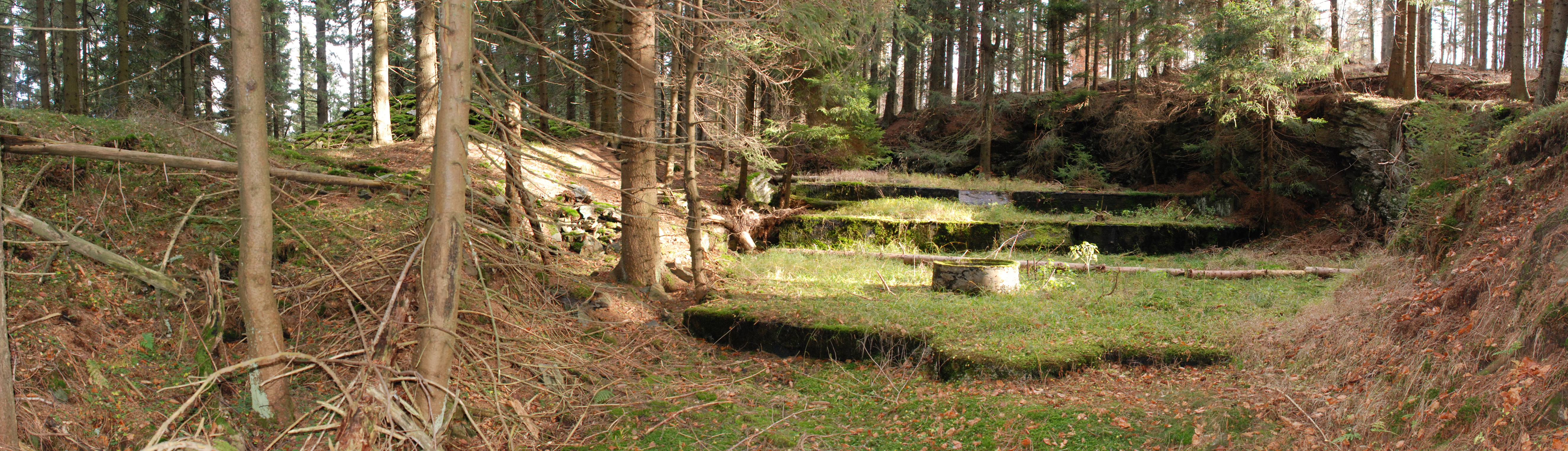
Panorama staveniště pěchotního srubu StM S 53

V roce 1938 velkou částí stavebních prací firmy byly práce na pohraničních opevněních u Branné (tehdejšího Kolštejna) na objektech pěchotních srubů československého stálého opevnění. Po podepsání mnichovské dohody firma definitivně v prvních říjnových dnech – dle VHÚ/ŘOP/sign.62-5/12-98 dne 6. října 1938 – staveniště v okolí Kolštejna (dnešní Branná) opustila. Složité vyúčtovací práce pak na ŘOP, a později v gesci jeho nástupce, Ministerstva veřejných prací, probíhaly ještě v roce 1939.

### Boj o bratrovu koncesi
Bratr Ing. Jakuba Domanského – Ing. (v některých zdrojích uváděn jako architekt) Domanský Karel, bytem Praha VIII – Troja, č.p. 304 – si založil vlastní firmu „Stavební společnost Ing. Domanský Karel, s.r.o.“ se sídlem Na Provaznici 172, na Krajském soudě v Praze dne 1. března 1935 (svazek XIX strana 268 odd. C) s kapitálem 200.00,- Kč. Žádost o koncesi vyřizoval tehdejší právní zástupce firmy Ing. Karla Domanského pražský advokát JUDr. Aron, který ovšem tento úkon neprovedl a firmu o tom neuvědomil.
Žádost o udělení koncese proto firma podala až 20. května 1942, kdy již bylo sídlo firmy v Praze – Troji. Jednou z příloh žádosti bylo i prohlášení druhého jednatele firmy Ing. Jakuba Domanského, že se v případě přidělení koncese svému bratru Karlovi své vlastní koncese vzdá.
Žádost byla zamítnuta výměrem Magistrátu hlavního města Prahy, referátem živnostenským II A (i přes odvolání firmy 28. 9. 1942) 7. 12. 1942 z několika důvodů typických pro stav protektorátní německé správy v roce 1942 – dostatek již stávajících koncesí stavitelských a zednických (ve Velké Praze cca. 1200, z toho v Praze VIII to bylo např. 49 z nichž bylo 27 aktivních) a útlum (později obecný zákaz) civilních stavebních zakázek a prací. Firma podala proti tomuto stížnost 23. ledna 1943 na Ministerstvo obchodu a práce v Praze. Zde tento spis zmizel v únoru 1943 a až po válce vyšlo najevo (opět dle informací ze spisu MHMP), že tuto stížnost tamější německý pracovník svévolně zničil i s 200 gramy příloh v kamnech.
Další kapitola boje o koncesi začala podáním nové žádosti 1. října 1945 (přijatou 3. října 1945), kdy již firmu zastupoval JUDr. Cyril Bušek, Praha II – Hybernská 30. Ovšem již 20. listopadu 1945 proti tomuto podává námitky Společenstvo stavitelů v Praze z několika důvodů a to: hospodářských, koncentrace průmyslu a živností, problému vzniku firem, kdy potřebná oprávnění má pouze jen jeden společník (pan Ing. Jakub Domanský ji ještě má). Totéž pak namítala Obchodní a živnostenská komora v Praze 17. prosince 1945.

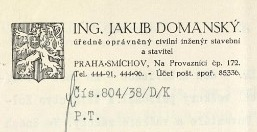
Firemní logo Ing. Domanského

Firma proti tomuto podala dovoláni dne 31. ledna 1946 na Magistrát města Prahy - živnostenský referát, které bylo opět zamítnuto radou ÚNV Hlavního města Prahy dne 31. května 1946 č.j. 211875-II/120-4. Společnost se znova odvolala dne 9. července 1946 a definitivně (další pokračování její snahy se nedochovalo) prohrála svůj boj rozhodnutím Zemského národního výboru dne 21. října 1946 č. III-384374/1(?)46. Zde se historie firmy bratra Ing. Karla Domanského ve spisu ztrácí.

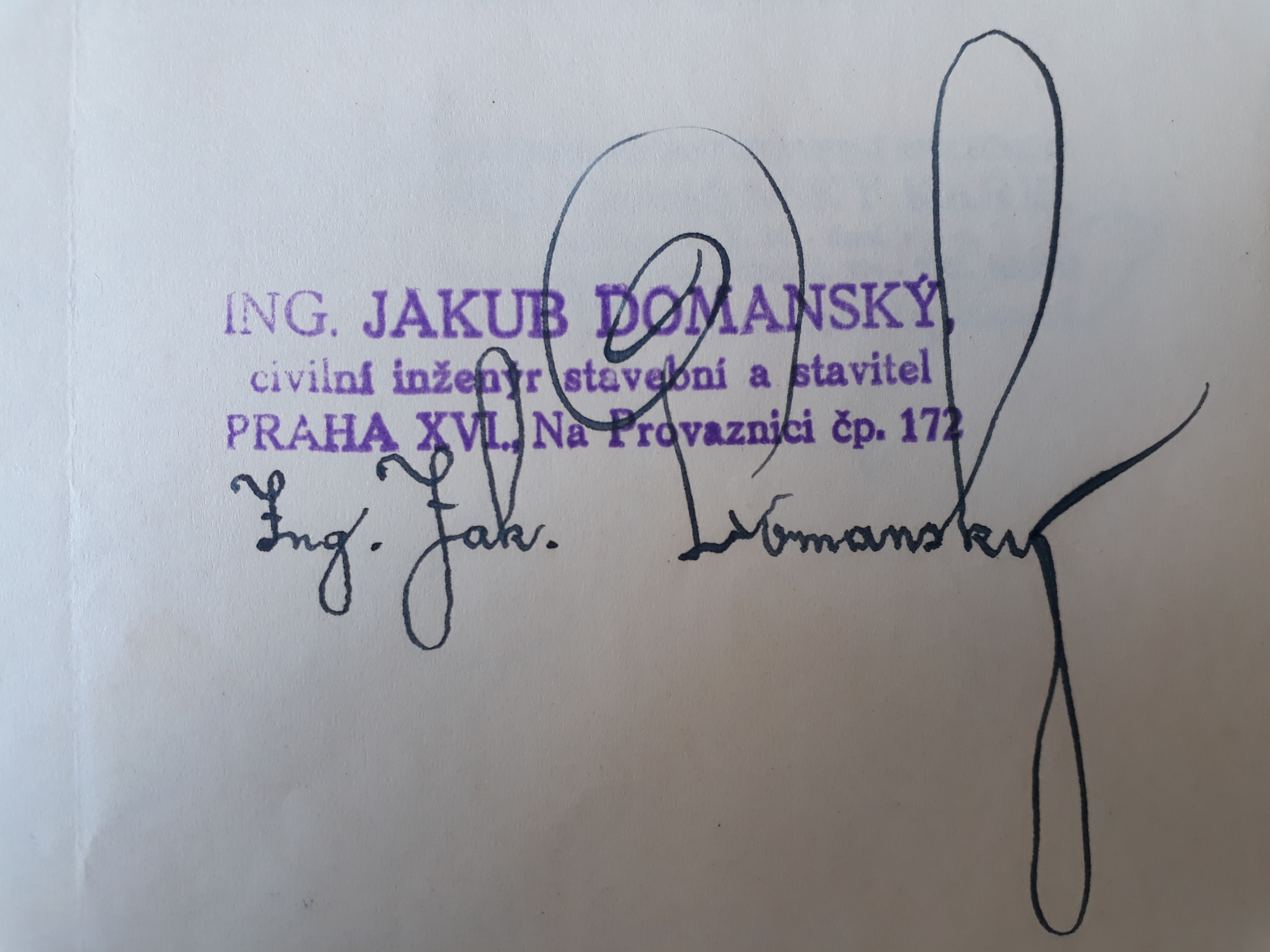
Firemní razítko signované

### Osud firmy po roce 1947
Jakub Domanský po osvobození firmu dále provozoval a dostal se – po válečném přerušení – kupříkladu opět ke stavbě první české dálnice a jeho mostním dílům.
Na základě výměru Zemského národního výboru (respektive Referátu pro národní správu majetku) v Praze ze dne 3. března 1948 byla jeho firmě ustanovena národním správcem firma Konstruktiva, národní podnik, Praha, se zmocněncem Ing. Vladimírem Krausem, a Ing. Domanský již nemá (jak je ve spise konstatováno) oficiálně koncesi stavitelskou.
Poté byla firma znárodněna do komplexu Československých stavebních závodů, národní podnik, závod SVIS.

## Díla civilního stavitelství

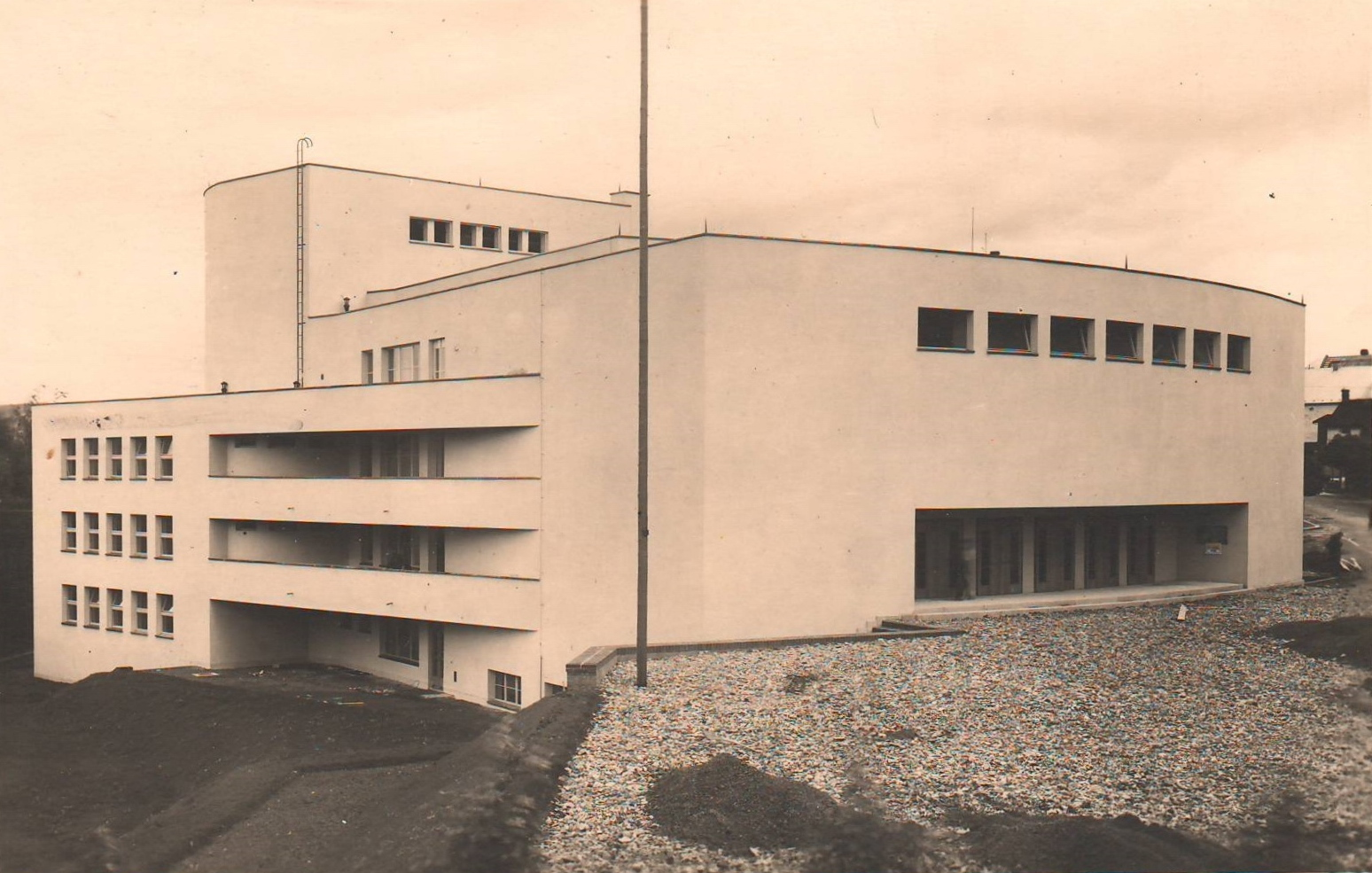
Roškotovo divadlo

- Most přes dnes bývalý Sedlický potok (v rámci stavby první české dálnice Praha – Brno – Slovensko, části I), stavěn, s válečným přerušením, od roku 1939 (21. července) do roku 1951. Zadávací částka 5 552 400 Kčs.[11]
- Vodní elektrárna Lobkovice, zadaná Spolkem pro chemickou a hutní výrobu, Praha v rozmezí 1942 až 1947[12]
- Zdymadlo Vrané na řece Vltavě a ve spolupráci s firmou Kress práce na Štěchovické přehradě (jako hlavní dodavatel však byla firma Ing. Hlavy, Praha)[8]
- Jeden z úseků železniční dráhy Horní Lideč – Púchov
- Zemská donucovací pracovna, Praha 6 – Staré náměstí, mezi léty 1934 až 1935 na místě původního cukrovaru. Náklady cca. 13 mil Kčs.[13]
- Měšťanská škola v Dobřichovicích, 1934[14]
- Roškotovo divadlo v Ústí nad Orlicí, v letech 1935–1936, ve spolupráci s firmou Františka Tošovského z Ústí nad Orlicí.
- Firma Domanský provozovala v Teletíně tzv. „Horní lom“ ve kterém se těžil (metodou lámání bloků) kámen na stavbu Štěchovické přehrady a zdymadla.[9]
- Činžovní dům v Přípotoční ulice 835, Vršovice (v jeho vlastnictví)

## Stavby vojenské
- Podúsek TO 3/I – Kolštejn při ŽSV I – Staré Město pod Sněžníkem, byl zadán 5. května 1938 pražské firmě Ing. Jakub Domanský za celkovou částku 11 793 623,80 Kčs. Výstavba započala 28. května 1938, termín dokončení byl stanoven na 260 pracovních dnů. V podúseku bylo zadáno 7 pěchotních srubů (StM-S 47 – StM-S 53): vybetonovány byly pouze dva (StM-S 50 a StM-S 52), značně rozestavěny (StM-S 53, 51 a 49). Spolu s tímto otevřel malý lom na kámen u osady Kronfelzov, který používala také firma pana Matouška, stavějící vedlejší podúsek těžkého opevnění.[15]
- Dále se zúčastnil několika vyzvaných soutěží MNO/ŘOP, kupříkladu i na stavbu první tvrze stálého opevnění – tvrze Smolkov (vyhrála firma Ing. Beneše, Prostějov)